# فابيو غاتي
فابيو غاتي (بالإيطالية: Fabio Gatti)‏ (4 يناير 1982 بيروجيا إيطاليا - ) هو لاعب كرة قدم إيطالي يلعب كلاعب وسط.

## روابط خارجية
- فابيو غاتي على موقع قاعدة بيانات كرة القدم.إي يو (الإنجليزية)
- فابيو غاتي على موقع عالم كرة القدم.نت (الإنجليزية)